# محوطه کنارسیاه
محوطه کنارسیاه مربوط به دوره ساسانیان است و در شهرستان فراشبند، بخش دهرم، دهستان دهرم، بعد از گردنه سلبکی، روستای کنارسیاه واقع شده و این اثر در تاریخ ۱۵ دی ۱۳۸۷ با شمارهٔ ثبت ۲۴۲۱۷ به‌عنوان یکی از آثار ملی ایران به ثبت رسیده است.